# مجزرة مدرسة التابعين 2024
مجزرة مدرسة التابعين الشرعيّة وعُرفت أيضًا باسمِ مجزرة الفجر هي مجزرةٌ ارتكبها جيش الاحتلال الإسرائيلي صبيحة العاشر من آب/أغسطس 2024 حينما أغارَ عبر سلاح الجوّ على مدرسة التابعين الشرعيّة الواقعة في حي الدرج شرق مدينة غزة. طالت الغارات الجوية العنيفة التي استهدفت المدرسة التي تضمُّ مئات النازحين المصلّى حيث كان الكثير من الفلسطينيين ما تسبَّب في وقوع مجزرة مروعة. أسفرت هذه المجزرة عن مقتلِ ما لا يقلُّ عن 100+ مدني فلسطيني وإصابة عشرات آخرين فضلًا عن عددٍ من المفقودين.
رغم مرور أكثر من 12 ساعة على المجزرة فقد أكّد الناطق باسمِ جهاز الدفاع المدني في قطاع غزة للإعلام أن الكثير من المواطنين ما زالوا يبحثون عن أبنائهم داخل المسجد واصفًا ما جرى بالشيءِ الذي لا يُمكن للعقل أن يتخيله. الناطق أكّد أنه تعاملَ وباقي الأطقم مع مشاهد مأساوية مشبّهًا هذه المجزرة بمجزرة المعمداني. على الجانبِ المُقابل فقد ادعى الجيش الإسرائيلي وجود مسلحين من حماس والجهاد داخل المدرسة، لكنّ هذه الرواية الإسرائيلية التي تكرَّرت عشرات المرات منذ بداية الحرب نفتها حماس والجهاد وباقي الفصائل كما نفتها المصادر الطبية عدى عن تجنّب إسرائيل تقديم أي دلائل على مزاعمها.

## المجزرة
أفاد عددٌ من مراسلي القنوات العربية بُعيد الخامسة صباحًا بقليل عن سماع أصوات انفجارات عنيفة في أحد مباني مدرسة التابعين الشرعيّة التي تقعُ في حي الدرج وسط مدينة غزة. كانت الأصوات المسموعة ناجمة عن ارتطامِ صواريخ عنيفة بالموقع المستهدف والذي هو مدرسة لجأ إليها مئات النازحين من مناطق أخرى هربًا من أهوال الحرب. كان واضحًا من حجمِ الضربة وموقعها حصول مجزرة حقيقيّة، وسُرعان ما تبيّن الوضع أكثر مع وصول أطقم الدفاع المدني وسيارات الإسعاف بالإضافة للصحفيين.
خرجَ مدير الإسعاف والطوارئ بقطاع غزة ليُطلع الصحافة وباقي العالَم على ما جرى حيث قال إنّ الاحتلال الإسرائيلي ارتكب جريمة بشعة في مدرسة النازحين، وأن الأطقم الطبية تُحاول التعامل مع هذا الوضع الصعبِ جدًا. مرّت أزيد من ساعة على وقوعِ المجزرة، ومع ذلك فلم تتمكّن الطواقم الطبية ولا الدفاع المدني من انتشال جميع الجثامين.
أعلنَ المكتب الإعلامي الحكومي أنّ الاحتلال قصف النازحين خلال تأديتهم صلاة الفجر وهو ما رفعَ أعداد الضحايا بشكل متسارع، متوقعًا أن يرتفعَ العددُ بشكل كبير جدًا خلال قادم الساعات. اتهمَ مدير المكتب الحكومي إسرائيل بعلمها أن المكان الذي قصفته هو مدرسة تؤوي نازحين، وهو ما يعني أنّ جيش الاحتلال كانت له نية مبيتة لارتكابِ هذه الجريمة.
استمرَّت محاولة إسعاف الضحايا وإنقاذ من يُمكن إنقاذه في ظل واقعٍ مزري تسبَّب به الحصار الإسرائيلي الخانق لكامل القطاع منذ عدة شهور ومنعه دخول أيّ نوعٍ من المساعدات بما في ذلك المساعدات الطبية الضرورية للحياة. عانت أطقم الدفاع أكثر في ظل وجود أشلاء متناثرة في كل مكان تقريبًا وأعضاء مقطّعة من الجرحى ما عقَّد من مهمة الإحصاء حتى فكيفَ بالإنقاذ. أعلنَ مدير المستشفى المعمداني قُبيل انتصاف النهار عن استقبالِ المشفى – الذي يُعاني أصلًا من تبعات الحصار والاكتظاظ – لجثث 80 شخصًا وصلوا على فتراتٍ متفرّقة من الفجر. اعترفَ مدير المعمداني كذلك بالنقصِ الكبير في الكوادر الطبية المتخصصة خاصة في مجال الحروق والنقص في المستلزمات.
خرجَ المتحدث باسم الجيش الإسرائيلي في إيجازه اليومي عند التاسعة مساءً بالتوقيت المحلّي (غرينتش +03) ليقول إنّ هناك احتمالًا كبيرًا أن قائد المعسكرات المركزية في الجهاد أشرف جودة كان في مدرسة التابعين، زاعمًا مجددًا أنّ إسرائيل اتخذت خطواتٍ لتقليل عدد الضحايا بين المدنيين بل قال إنّه لم يكن هناك أطفال ونساء بالمبنى. بعد مواقف بعض الدول الغربية – مثل المملكة المتحدة – والتي ساوت بين إسرائيل وفلسطين ونسبت أمورًا غير صحيحة لحماس، نشرت الأخيرة بيانًا جديدًا أدانت فيه ما سمَّتها المواقف المتواطئة مع المجزرة مطالبةً بريطانيا والحكومات الغربية بالتراجع فورًا عن هذا المسار وجدّدت الحركة الفلسطينية دعوتها الأمم المتحدة والمجتمع الدولي لتشكيل لجان تحقيق دولية ودخول قطاع غزة ومراكز الإيواء والنزوح.

## الضحايا

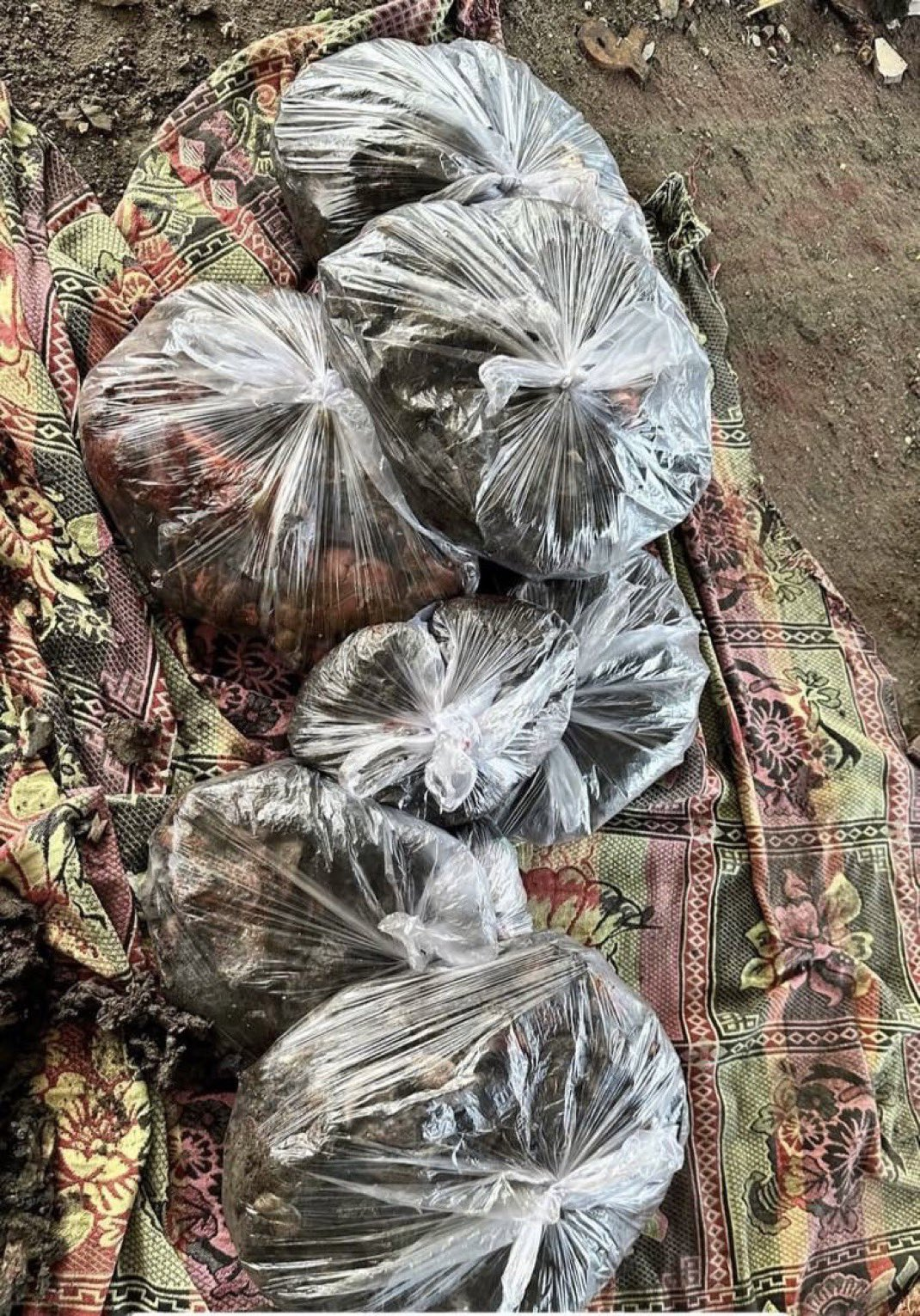
أكياس بها أشلاء محترقة ومقطعة لضحايا مجزرة مدرسة التابعين.

نقلَ مراسل الجزيرة أنس الشريف خلال بثٍّ مباشرٍ من عين المكان ونقلًا عن مصادر طبيّة متواجدة هي الأخرى في مصلّى مدرسة التابعين قولها إنّ المجزرة خلّفت عددًا كبيرًا جدًا وفي ظلّ تداخل الأشلاء فيما بينها فهناك صعوبة بالغة في التعرّف على الضحايا وإحصائهم.
تضمُّ هذه الفقرة قائمةً بأسماء القتلى الفلسطينيين الذين تسببت إسرائيل في مقتلهم خلال الغارة على المصلّى في المدرسة ممن تمكّنت أطقم الدفاع المدني والكوادر الطبيّة بمساعدة ذويهم من التعرف عليهم:
| #  | الاسم               | معلومات إضافية |
| -- | ------------------- | --- |
| 1  | محمد رمضان الغفري   | كانَ محمّد الغفري ويُكنّى أبو خطاب شابًا فلسطينيًا حاصلًا على شهادة الماجستير من كلية أصول الدين في الجامعة الإسلامية، وقد قتلته إسرائيل خلال غارتها على المصلّى رفقة كلٍ من زوجته أسماء طلعت الغفري، وأبناءه خطاب وأسامة وإلياس، وبناته إسراء وسندس وريماس، بعد أن أدوا صلاة الفجر جميعًا. زعمت إسرائيل على لسانِ المتحدث باسمها أن ضربتها كانت دقيقة للغاية ولم تتسبب في مقتل نساءٍ أو أطفال لكنّ هذه البيانات تثبت زيف وكذب هذه المزاعم الإسرائيليّة.                              |
| 2  | أسماء طلعت الغفري   | كانَ محمّد الغفري ويُكنّى أبو خطاب شابًا فلسطينيًا حاصلًا على شهادة الماجستير من كلية أصول الدين في الجامعة الإسلامية، وقد قتلته إسرائيل خلال غارتها على المصلّى رفقة كلٍ من زوجته أسماء طلعت الغفري، وأبناءه خطاب وأسامة وإلياس، وبناته إسراء وسندس وريماس، بعد أن أدوا صلاة الفجر جميعًا. زعمت إسرائيل على لسانِ المتحدث باسمها أن ضربتها كانت دقيقة للغاية ولم تتسبب في مقتل نساءٍ أو أطفال لكنّ هذه البيانات تثبت زيف وكذب هذه المزاعم الإسرائيليّة.                              |
| 3  | خطاب الغفري         | كانَ محمّد الغفري ويُكنّى أبو خطاب شابًا فلسطينيًا حاصلًا على شهادة الماجستير من كلية أصول الدين في الجامعة الإسلامية، وقد قتلته إسرائيل خلال غارتها على المصلّى رفقة كلٍ من زوجته أسماء طلعت الغفري، وأبناءه خطاب وأسامة وإلياس، وبناته إسراء وسندس وريماس، بعد أن أدوا صلاة الفجر جميعًا. زعمت إسرائيل على لسانِ المتحدث باسمها أن ضربتها كانت دقيقة للغاية ولم تتسبب في مقتل نساءٍ أو أطفال لكنّ هذه البيانات تثبت زيف وكذب هذه المزاعم الإسرائيليّة.                              |
| 4  | أسامة الغفري        | كانَ محمّد الغفري ويُكنّى أبو خطاب شابًا فلسطينيًا حاصلًا على شهادة الماجستير من كلية أصول الدين في الجامعة الإسلامية، وقد قتلته إسرائيل خلال غارتها على المصلّى رفقة كلٍ من زوجته أسماء طلعت الغفري، وأبناءه خطاب وأسامة وإلياس، وبناته إسراء وسندس وريماس، بعد أن أدوا صلاة الفجر جميعًا. زعمت إسرائيل على لسانِ المتحدث باسمها أن ضربتها كانت دقيقة للغاية ولم تتسبب في مقتل نساءٍ أو أطفال لكنّ هذه البيانات تثبت زيف وكذب هذه المزاعم الإسرائيليّة.                              |
| 5  | إلياس الغفري        | كانَ محمّد الغفري ويُكنّى أبو خطاب شابًا فلسطينيًا حاصلًا على شهادة الماجستير من كلية أصول الدين في الجامعة الإسلامية، وقد قتلته إسرائيل خلال غارتها على المصلّى رفقة كلٍ من زوجته أسماء طلعت الغفري، وأبناءه خطاب وأسامة وإلياس، وبناته إسراء وسندس وريماس، بعد أن أدوا صلاة الفجر جميعًا. زعمت إسرائيل على لسانِ المتحدث باسمها أن ضربتها كانت دقيقة للغاية ولم تتسبب في مقتل نساءٍ أو أطفال لكنّ هذه البيانات تثبت زيف وكذب هذه المزاعم الإسرائيليّة.                              |
| 6  | إسراء الغفري        | كانَ محمّد الغفري ويُكنّى أبو خطاب شابًا فلسطينيًا حاصلًا على شهادة الماجستير من كلية أصول الدين في الجامعة الإسلامية، وقد قتلته إسرائيل خلال غارتها على المصلّى رفقة كلٍ من زوجته أسماء طلعت الغفري، وأبناءه خطاب وأسامة وإلياس، وبناته إسراء وسندس وريماس، بعد أن أدوا صلاة الفجر جميعًا. زعمت إسرائيل على لسانِ المتحدث باسمها أن ضربتها كانت دقيقة للغاية ولم تتسبب في مقتل نساءٍ أو أطفال لكنّ هذه البيانات تثبت زيف وكذب هذه المزاعم الإسرائيليّة.                              |
| 7  | سندس الغفري         | كانَ محمّد الغفري ويُكنّى أبو خطاب شابًا فلسطينيًا حاصلًا على شهادة الماجستير من كلية أصول الدين في الجامعة الإسلامية، وقد قتلته إسرائيل خلال غارتها على المصلّى رفقة كلٍ من زوجته أسماء طلعت الغفري، وأبناءه خطاب وأسامة وإلياس، وبناته إسراء وسندس وريماس، بعد أن أدوا صلاة الفجر جميعًا. زعمت إسرائيل على لسانِ المتحدث باسمها أن ضربتها كانت دقيقة للغاية ولم تتسبب في مقتل نساءٍ أو أطفال لكنّ هذه البيانات تثبت زيف وكذب هذه المزاعم الإسرائيليّة.                              |
| 8  | ريماس الغفري        | كانَ محمّد الغفري ويُكنّى أبو خطاب شابًا فلسطينيًا حاصلًا على شهادة الماجستير من كلية أصول الدين في الجامعة الإسلامية، وقد قتلته إسرائيل خلال غارتها على المصلّى رفقة كلٍ من زوجته أسماء طلعت الغفري، وأبناءه خطاب وأسامة وإلياس، وبناته إسراء وسندس وريماس، بعد أن أدوا صلاة الفجر جميعًا. زعمت إسرائيل على لسانِ المتحدث باسمها أن ضربتها كانت دقيقة للغاية ولم تتسبب في مقتل نساءٍ أو أطفال لكنّ هذه البيانات تثبت زيف وكذب هذه المزاعم الإسرائيليّة.                              |
| 9  | أحمد ماهر شرف       | قضى أحمد أغلب شهور الحرب شمالًا حيث عانى المجاعة والغارات العنيفة جدًا خلال الأشهر الأولى، بينما نزحت عائلته وأطفاله إلى الجنوب. توفي والده قبل أسبوعين وحُرم من وداعه بسببِ المنع الإسرائيلي لحركة النزوح وما تحمله من مخاطر، ثم اغتالته خلال المجزرة أثناء صلاة الفجر. |
| 10 | بلال قاسم أبو مالك  | تخرَّج بلال من كلية الدعوة الإسلامية وصار شيخًا، نزح هو الآخر للمدرسة ثم قُتل فيها بسبب الغارة الإسرائيليّة. |
| 11 | محمد زكي أبو حية    | كان يعملُ محمّد مهندسًا ونزح هو الآخر لمدرسة التابعين التي حصلت فيها المجزرة |
| 12 | برهام زياد الجعبري  | تعرض برهام في أحد فترات الحرب لإصابة جراء غارة إسرائيلية لكنّه تعالج فقرّر البدء في خدمة النازحين في المستشفيات والمدارس، ووردَ اسمه في القائمة التي نشرها الشاباك والتي زعمَ فيها أنه أحد المسؤولين عن الإعلام والدعاية في حركة الجهاد. هذا الدور بعيدٌ كل البعد عن الأدوار القتاليّة، ومع ذلك فلم تقدّم إسرائيل أي دليلٍ على مزاعمها، بل ذهبَ فلسطينيون لاعتبار أنّ الافتراءات الإسرائيلية التي ربطته بالحركة محض كذب حاولت إسرائيل تسويقه خاصّة وأن الشاب ينتسبُ لعائلة الجعبري. |
| 13 | محمد عمر المصري     | تعرّض محمد الذي يُكنّى أبو باسل وينحدرُ من بيت حانون لإصابات حرجة خلال الضربة الإسرائيليّة على المصلى فدخل العناية المركّزة رغم الوضع الصحي شبه المنهار، قبل أن يُفارق الحياة يوم 14 أغسطس. |
| 14 | عمر ياسر الجعبري    | تزعمُ إسرائيل أن ضربتها كانت مركّزة ولم تتسبب في مقتل مدنيين ولا أطفال أو نساء لكنّ المصادر الصحية من داخل القطاع وفي حضور صحفيين محليين ودوليين وثقت للعالَم سقوط ضحايا مدنيين بمن فيهم أطفال ومن بينهم الطفل عمر الجعبري (13 سنة) والذي تعرّض لإصابات خطيرة خلال المجزرة ثم فارق الحياة يوم 13 آب/أغسطس. |
| 15 | محمد حامد الطيف     | كان محمّد الطيف أحد أعضاء ملتقى الحكام للألعاب الرياضية في غزة، ومنسق العلاقات العامة في لجنة إصلاح الشجاعية وعضوٌ في جمعية المتقاعدين وقد قُتل هو الآخر في المجزرة. |
| 16 | عبد القادر البسيوني | قُتل خلال هذه المجزرة الشيخ عبد القادر البسيوني المكنّى أبو أحمد رفقة نجله نضال وزوج ابنته صبحي أبو عودة. |
| 17 | نضال البسيوني       | قُتل خلال هذه المجزرة الشيخ عبد القادر البسيوني المكنّى أبو أحمد رفقة نجله نضال وزوج ابنته صبحي أبو عودة. |
| 18 | صبحي أبو عودة       | قُتل خلال هذه المجزرة الشيخ عبد القادر البسيوني المكنّى أبو أحمد رفقة نجله نضال وزوج ابنته صبحي أبو عودة. |
| 19 | يوسف شحدة الكحلوت   | يوسف هو بروفيسور في مادّة اللغة العربية في الجامعة الإسلامية وقد كان ضمن جموع المصلّين في مصلى مدرسة التابعين لما هبطت عليهم القنابل الإسرائيليّة. |
| 20 | محمد حسن أبو سعدة   | محمّد أبو سعدة ويُكنّى أبو أنس هو مدير الأقاف في غزة وحاصلٌ على ماجستير في الهندسة وماجستير آخر في أصول الدين وقد قُتل في المجزرة إلى جانبِ 100 آخرين منهم ممن لم تُعرَف هويّته جراء التشوّه والتقطع الذي طالها. |
| 21 | عبد العزيز الكفارنة | كانَ عبد العزيز الكفارنة الذي يشغلُ منصب نائب رئيس بلدية بيت حانون ضمن جموع المصلّين في مدرسة التابعين الشرعيّة وقد قُتل خلال المجزرة. تزعمُ إسرائيل أن الكفارنة من الأعضاء الميدانيين لحماس نسبةً لمنصبه الحكومي، ومع ذلك فإنّ هذا ليس مبررًا على الإطلاق لقتل كل هذا العدد كما يقول القانون الدولي. |
| 22 | معتز رجب            | قُتل معتز رجب الذي يُكنّى أبو البراء والحاصل على درجة الماجستير في برنامج الدراسات الإقليمية والدولية في كلية الاقتصاد والعلوم من الجامعة الإسلامية، رفقة باقي المصلّين في مدرسة التابعين. |
| 23 | أمل سعيد الجعبري    | أمل هي شقيقة القيادي الحمساوي الكبير أحمد الجعبري وقد قُتلت هي الأخرى خلال المجزرة رغم الزعم الإسرائيلي بعدم سقوط ضحايا في صفوف النساء أو الأطفال. |
| 24 | مجدي محمد التتر     | أُصيب مجدي وهو في العاشرة من عمره بحادث أفقده إحدى قدميه، ومع ذلك فقد أسَّسَ مدرسته الخاصة بتدريب السباحة وبرز كأحد أفضل المُدربين والرياضيين في القطاع قبل أن تقتله إسرائيل مع المصلّين خلال مجزرتها في مدرسة التابعية |
| 25 | زايد ياسين الدلو    | كان ياسين بحسبِ مصادر محليّة يملكُ محل حلاقة خاصٍ به ونزح مع اشتداد أهوال الحرب لمدرسة التابعين الشرعيّة التي قتلته فيها إسرائيل. |
| 26 | أمجد اليمني         | أمجد ويُكنّى أبو مسلمة كان في وقتٍ سابقٍ أحد الطلبة في الكلية الجامعية للعلوم التطبيقية ثم أصبحَ شرطي مرور وقد قُتل خلال ذات المجزرة. |
| 27 | يوسف شويدح          | يُكنّى يوسف بأبي البراء وقد أنهى دراسته من جامعة الأزهر في تخصص التربية ثم قُتل في غزة على يدِ الصواريخ الإسرائيليّة. |
| 28 | بلال أبو عصر        | لا معلومات إضافيّة |
| 29 | محمد جبر حبيب       | محمّد هو شقيق مؤمن وقد قُتل الاثنان خلال ذات المجزرة في نفس اللحظة. |
| 30 | مؤمن جبر حبيب       | محمّد هو شقيق مؤمن وقد قُتل الاثنان خلال ذات المجزرة في نفس اللحظة. |
| 31 | أحمد حماد الجـعـبري | أحمد حماد الجـعـبري ويُكنّى أبو مؤمن وقد قتلته الصواريخ الإسرائيليّة بعدما قتلت عددًا من أفراد عائلته خلال مجازر سابقة. |

## المزاعم الإسرائيلية

### مزاعم بوجود مسلحين دون دليل
لم يتأخر جيشُ الاحتلال في تبنّي القصف حيث إدعى في بيان بُعيد دقائق فقط من وقوع المجزرة عن أنّ سلاح الجو قصف «مقرَا تستخدمه حماس للقيادة والسيطرة في مدرسة التابعين وسط مدينة غزة» متجاهلًا بشكلٍ كامل كونها مدرسة ولم يُقدّم ولا دليل حول هذه المزاعم التي تكرّرت كثيرًا خلال هذه الحرب. زعمَ جيش الاحتلال أن غاراته جاءت عقبَ توجيهٍ استخباراتي، وأن من هاجمهم هم «مسلحون كانوا يعملون من داخل المدرسة». زعمت إسرائيل في نفس بيانها اتخاذها لجملةٍ من التدابير لتقليل إلحاق الأذى بالمدنيين مدعية استخدام أسلحة ذكية، ورغم ذلك فقد قتلت خلال مجزرتها هذه ما يفوق الـ 100 مدني فلسطيني.
رواية الإسرائيليين فُنّدت من أكثر من طرف فلسطيني، بدايةً من مدير المكتب الإعلامي الحكومي في غزة الذي قال لقناة الجزيرة إنّ هذه الرواية مليئة بالأكاذيب والمعلومات المزيفة والغرضُ منها تبرير كلّ هذه الجرائم. حماس الفاعل الرئيسي بدورها قالت إنّ جيش الاحتلال يختلقُ الذرائع الواهية والأكاذيب المفضوحة لاستهداف المدنيين والمدارس والمستشفيات ومثلها قالت حركة الجهاد وحركات فلسطينية أخرى فضلًا عن المصادر الطبيّة من موقع الحدث وكذا شهادات المتواجدين في عينِ المكان ممن نجوا من المجزرة. نشرَ المرصد الأورومتوسطي لحقوق الإنسان هو الآخر مقالة قدَّمَ فيها نتائج تحقيقاته الأولية والتي أشارت وبوضوحٍ إلى خلوّ موقع المجزرة من أي مظاهر عسكرية، بل وجدَ المدرسة مجرد مكانٍ متهالكٍ اتخذته مئات العائلات ملجأً لها ورغم ذلك فلم تسلم من غارات إسرائيل التي يزعمُ مسؤولوها وقادتها أنّ جيشهم هو الجيش الأكثر أخلاقيّة على مستوى العالَم.

### بيانات الشاباك المشكوك فيها

الصورة التي وزّعها الشاباك لما قال إنهم العناصر المستهدفة خلال الغارة الجوية على مصلى مدرسة التابعين بمدينة غزة، والتي شابتها عددٌ من المعلومات المضللة وغير الصحيحة ما زاد من الشكوك الكبيرة حول صحّتها.

عقبَ الاتهامات بغيابِ أيّ دليل وفي ظلّ المزاعم نفسها التي تُكرّرها إسرائيل في كل مجزرة ترتكبها في حقّ الفلسطينيين، نشر جهاز الأمن العام الإسرائيلي (الشاباك) صورة ضمَّت 19 شخصًا قال إنهم عناصر من حماس والجهاد كانوا في الموقع. بتحليلٍ بسيطٍ وجدَ رامي عبده مدير المرصد الأورومتوسطي لحقوق الإنسان الكثير من المعلومات المغلوطة والمضللة وغير الصحيحة إطلاقًا، أحدُ الأمثلة الصارخة على زيف الادعاءات الإسرائيليّة كان وجود شخص في الصورة التي وزّعها الشاباك يُدعى منتصر ضاهر مع الزعمِ بأنّه عضوٌ في حركة الجهاد، لكنّه قُتل في وقتٍ سابقٍ من يوم الجمعة (أي قبل المجزرة بعددٍ من الساعات) خلال غارة جويّة في موقعٍ بعيدٍ كل البُعد عن مدرسة التابعين وجرى ضمّه على ما يبدو من إسرائيل للقائمة فقط لتضخيمها وتبرير الجريمة.
{{{3}}}
لم تكتفِ إسرائيل بإدراج أسماء من قُتل قبل المجزرة بساعات، بل إنّ الاسم الأول المُدرَج في القائمة لشخصٍ يُدعى يوسف الوادية والذي زعم الشاباك أنه عضوٌ في حماس وأنه قُتل خلال الغارة على مصلّى التابعين وتبيّن أنه قُتل قبل المجزرة بيومين وفي مكان مختلف بالأساس ما يُؤكّد من جديد الإضافة العشوائية للأسماء من الشاباك وإسرائيل بغرض التبرير لا غير ولو عبر معلومات مغلوطة وغير صحيحة. وجديرٌ بالذكرِ أنّ حماس فندت رواية الشاباك بالكامل، وقالت إن معلوماته مضللة وكاذبة مؤكّدة في الوقتِ ذاته أن من قتلتهم إسرائيل خلال هذه مجزرة ليس بينهم مسلح واحد وكلهم مدنيون تعرضوا للقصفِ أثناء تأدية صلاة الفجر، مضيفة أنّ «قائمة الشهداء تضمُّ أطفالًا وموظفين مدنيين وأساتذة جامعات ورجال دين».

## التغطية الإعلامية
استمرَّت قناة العربية التي تتبعُ للحكومة السعودية في محاولة تشويه حركة المقاومة حماس ووصلَ بها الحال حدّ تبني الروايات الإسرائيليّة بشكلٍ صريح، فضلًا عن عديد الأخطاء التي وقعت فيها منذ بداية الحرب من خلال نشر معلومات مضللة وأخبارًا مزيّفة. نعى عديدُ الفلسطينيين على مختلف منصات التواصل الاجتماعي ومنذ ساعات الصباح الأولى الشيخ محمد أبو سعدة متداولين معلوماتٍ عنه ومقاطع فيديو سابقة له يتحدثُ فيها عن فضل الجهاد وعن دين الإسلام بصفة عامّة، ثم جاءت قناة العربيّة لاحقًا لتنشر «خبرًا عاجلًا» يُؤكّد مقتل الشيخ ناسبةً الخبر لتقارير فلسطينيّة لم تُسمّها لكن اللافت أنها وصفتهُ بـ «رئيس أوقاف حماس» وهو ذاته الأسلوب الذي تعتمده وسائل الإعلام الغربية الداعمة للاحتلال الإسرائيلي من خلال نسبِ كل شيء في غزّة لحماس، ففي كل دول العالَم تُسمّى وزارات الصحّة بـ «وزارة الصحة الفلسطينية» مثلًا بينما تتعمّد وسائل الإعلام التي تُروّج الدعاية الإسرائيلية بقولِ «وزارة صحّة حماس» وهكذا. جديرٌ بالذكرِ هنا أنّ أبو سعدة هو مدير أوقاف غزة وقد قُتل مع جموع المصلّين خلال المجزرة ولم يكن له علاقة عسكريّة مع حماس ولا قياديًا في الحركة، لكن تغطية القناة – ومثيلاتها – لمَّحت إلى أنه المستهدف ضمن باقي المدنيين رغم أنّ إسرائيل نفسها لم تُعلن هذا.

## تحقيقات
لم يجد التحقيق الأولي الذي أجرته المرصد الأورومتوسطي أي دليل على وجود مسلحين أو معدات عسكرية في مدرسة الطبعين. وخلصت المجموعة إلى أن هيكل المبنى ذاته، بتصميمه الضيق، كان سيجعل من «المستحيل استخدام الموقع في العمليات العسكرية».

## تداعيات
وجَّهت لجان المقاومة في فلسطين نداءً لأبناء الشعب الفلسطيني في القدس و‌الضفة الغربية و‌الداخل المحتل إلى النفير وتصعيد الثورة والمقاومة، وطالبَ خليل الحية مجلس الأمن التابع للأمم المتحدة بعقد اجتماع طارئ لوقف هذه المجازر والعدوان الصهيوني متهمًا الاحتلال بمحاولة عمل حاجزٍ وهمي بين المقاومة والشعب الفلسطيني لكنه أكّد أنه سيفشل طالما الشعبُ موحَّدٌ في دعم المقاومة. دعت الجزائر لعقد جلسة طارئة ومفتوحة لمجلس الأمن يوم الثلاثاء الموافق للثالث عشر من آب/أغسطس (بعدَ 3 أيام) بشأن المجزرة التي وقعت في حيّ الدرج.

### اغتيال جندي في مستوطنة محولا
أعلنت إذاعة الجيش الإسرائيلي قُبيل عصر السبت الموافق للحادي عشر من آب/أغسطس – أي بعدَ يومٍ واحدٍ فقط من المجزرة – عن إصابة شخصٍ في إطلاق نار قرب مستوطنة محولا في غور الأردن، مؤكّدة أن الجيش يُطارد سيارة مطلقي النار. أكّد الإسعاف الإسرائيلي في وقتٍ لاحقٍ الأخبار معلنًا ارتفاع حصيلة الإصابات إلى اثنين: واحدٌ جروحه متوسّطة والثاني في وضعٍ حرج وما هي إلا دقائق حتى فارقَ الأخيرُ الحياة. دفعَ الجيش الإسرائيلي بتعزيزات عسكرية لموقع عملية إطلاق النار، ثم اقتحمَ قريتي كردلة و‌بردلة بالأغوار الشمالية بحثًا عن المنفذ فضلًا عن عمليات بحث وتمشيط واسعة في المنطقة.
| عملية إطلاق النار في الأغوار الشمالية ردٌ طبيعي على الجرائم والإبادة التي يرتكبها الاحتلال في غزة. |
| —حركة حماس ردًا على العملية في الأغوار.                                                            |

تبنَّت القسام بعد ساعاتٍ العمليّة مؤكّدة أن مقاتلين لها هم من أجهزوا على الجندي من مسافة صفر، وأن العملية هي ردٌ على مجزرة مدرسة التابعين. أكّد الإعلام العبري الأخبار حينما قال إن المقتول هو يوناتان دويتش من سكان مستوطنة بيت شان (بيسان) وقد عاد من غزة قبل مدة بعدما قاتلَ هناك رفقة الجيش الإسرائيلي.

### مقتل أسير لدى القسام وإصابة آخرين
نشر المتحدث باسمِ كتائب القسّام أبو عبيدة منشورًا على قناته الرسميّة في تيليجرام بمثابةِ بيانٍ أعلنَ فيه أنه وفي حادثتين منفصلتين قام مجندان مكلفان بحراسة الأسرى (وحدة الظلّ) بإطلاق النار على أسير قُتل فورًا فيما أُصيبت أسيرَتين أخرتين بجراح ويجري التعامل معهما. حمَّل أبو عبيدة الحكومة الإسرائيليّة المسؤولية عن المجازر المرتكبة في حقّ الشعب الفلسطيني، لافتًا إلى أنّ ما يجري من ردات فعلٍ تؤثر على أرواح الأسرى هي من ضمن التداعيات، وختم الرجل كلامه بالقول إنّ لجنة شُكّلت لمعرفة تفاصيل ما حدث وسيتمُّ لاحقًا الإعلان عن النتائج.

## ردود الفعل
قال للمكتب الإعلامي الحكومي في قطاع غزة إن الطائرات الحربية الإسرائيلية قصفت مدرسة التابعين التي تؤوي أكثر من 6 آلاف نازح في حي الدرج بمدينة غزة، بـ«ثلاث قنابل عملاقة تزن الواحدة منها 2000 رطل من المتفجرات» على مدرسة التابعين، ما أدى إلى «ارتقاء 100 شهيد على الفور وإصابة عشرات بجراح معظمها إصابات خطيرة وبتر في الأطراف بشكل كامل».

### محليًا
فلسطين
- حماس: نفت حركة حماس مزاعم الجيش الإسرائيلي استهداف مسلحين بقصفه مدرسة التابعين، وأكدت في بيان «أنه لم يكن في مدرسة التابعين أي مسلح»، وأن «جيش العدو يكذب مجددا ويختلق الذرائع السخيفة لاستهداف المدنيين»، مشددة على أن السياسة الصارمة المعمول بها لدى مقاتلي كل فصائل المقاومة هي «عدم الوجود بين المدنيين لتجنيبهم الاستهداف الصهيوني».[41]
- حركة الجهاد الإسلامي في فلسطين: اعتبَرت الحركة التي تخوضُ إلى جانبِ حماس المعركة في غزة استهداف إسرائيل ل لمصلين في مصلّى مدرسة التابعين بحي الدرج بغزة جريمة حرب مكتملة الأركان، وقالت إنّ تقاعس المؤسسات والمحاكم الدولية في إعلان قادة الكيان مجرمي حرب ساهم في تماديهم، أما في معرضِ ردها عن التبريرات والمزاعم التي نشرها جيشُ الاحتلال فقد قالت الجهاد الإسلامي إنّ هذه مجرد ذرائع لتدمير المدارس وهي ذاتها التبريرات التي اعتمدتها إسرائيل عندَ تدمير المستشفيات من قبل وثبت كذبها لاحقًا.[42]
- الجبهة الشعبية لتحرير فلسطين: اتهمت الجبهة الشعبية الاحتلال الإسرائيلي الذي تصفه وغيرها من الفصائل بالنازي بارتكابِ المجزرة المروعة في ظل التواطؤ الأمريكي والصمت الدولي، مضيفةً أنّ الاستمرار في قتل الأطفال والنساء والشيوخ داخل مراكز الإيواء جريمة حرب غير مسبوقة.[43]
- السلطة الوطنية الفلسطينية: أدان الناطق الرسمي باسم الرئاسة نبيل أبو ردينة «المجزرة التي نفذها الاحتلال الإسرائيلي بحق أبناء شعبنا الأعزل في مدرسة التابعين بحي الدرج في جريمة جديدة تتحمل الإدارة الأميركية مسؤوليتها جراء دعمها المالي والعسكري والسياسي للاحتلال» وأضاف أن «المجزرة تأتي استمرارا للمجازر اليومية التي يرتكبها الاحتلال بقطاع غزة وكذلك في الضفة الغربية، والتي تؤكد مساعي دولة الاحتلال لإبادة شعبنا عبر سياسة المجازر الجماعية وعمليات القتل اليومية في ظل صمت دولي مريب».[44]

إسرائيل
زعمَ الجيش الإسرائيلي أن المدرسة التي قصفها «كانت تضم 20 إرهابيًا من حماس والجهاد الإسلامي في فلسطين» وأنها كانت تُستخدم «كمقر لحماس» استنادًا إلى معلومات وصفها بالاستخباراتية من جيش الدفاع والقيادة الجنوبية وجهاز الأمن الداخلي.

### عربيًا
كان موقفُ مقررة الأمم المتحدة فرانشيسكا ألبانيز على سبيلِ المثال موقفًا أقوى من موقف أغلب إن لم يكن كل الدول العربية التي اكتفت منذ الثامن من أكتوبر بنشر بيانات مكررة لا تأثير لها ولا قيمة على أرض الواقع. فرانشيسكا قالت علنًا وبشكل واضح إنّ إسرائيل ترتكبُ إبادة جماعية بحق الفلسطينيين في المدرسة تلو الأخرى بغزة، شارحةً كيف أنها تُمارس هذه الإبادة عبر أسلحة أمريكية وأوروبية وسط عدم اكتراث كل «الأمم المتحضرة».
يُمكن بشكلٍ عام تلخيص ردود الفعل العربية في نشر بيانات مكررة منذ عشرة أشهر، كما يُلاحظ تجنّب هذه الدول للمناشدات والمطالبات الشعبية والفصائليّة الفلسطينية، ففي الوقت الذي خرجَ فيه مثلًا القيادي الحمساوي خليل الحية للمطالبةِ بموقفٍ عربي وإسلامي حقيقي لمعاقبة الاحتلال ثم قدَّم خطواتٍ عمليّة مثل إغلاق السفارات وسحب السفراء، ركّزت أغلب الدول العربية والإسلاميّة على البيانات الورقيّة دون عملٍ حقيقي ولا فعل مؤثر.
تضمُّ القائمة أسفله ردود الفعل العربية مقسَّمة ما بين
الدول العربية المطبّعة مع الاحتلال الإسرائيلي وأخرى غير مطبّعة.
دول مطّبعة
- مصر: أدانت وزارة الخارجية والهجرة المصرية بأشد العبارات في بيان قصف إسرائيل مدرسة «التابعين» التي تؤوي نازحين في حي الدرج شرق مدينة غزة، وأعربت عن استنكارها «لاستمرار الاعتداءات الإسرائيلية في حق المدنيين بقطاع غزة، في استخفاف غير مسبوق بأحكام القانون الدولي والقانون الدولي الإنساني، مطالبة بموقف دولي موحد ونافذ يوفر الحماية للشعب الفلسطيني في قطاع غزة، ويضع حداً لمسلسل استهداف المدنيين العزل» وأضافت أن «استعداد إسرائيل لقتل المدنيين العزل عن عمد يظهر أنها لا تملك أي نية أو دافع سياسي للدفع نحو وقف إطلاق النار في الحرب».[49]
- الأردن: أدانت وزارة الخارجية الأردنية بأشد العبارات قصف الاحتلال الإسرائيلي مدرسة التابعين، وقالت أن ذلك يعتبر «خرقا فاضحا لقواعد القانون الدولي، وإمعانا في الاستهداف الممنهج للمدنيين ومراكز إيواء النازحين».[50]
- الإمارات العربية المتحدة: أدانت الخارجية الإماراتية بأشد العبارات استهداف مدرسة تؤوي نازحين وأكّدت رفضها القاطع لاستهداف المدنيين.[51]
- البحرين: أدانت وزارة الخارجية البحرينية بشدة القصف الإسرائيلي الذي استهدف مدرسة تؤوي نازحين في حي الدرج بغزة. وطالبت المجتمع الدولي بتحمل مسؤولياته لحماية المدنيين في غزة من الاعتداءات الإسرائيلية المستمرة.[52]

دول غير مطّبعة
- لبنان: اعتبرت الخارجية اللبنانية القصف الممنهج وقتل الأطفال والمدنيين دليل على استخفاف الحكومة الإسرائيلية بالقانون الدولي، قائلةً إنّ ارتكاب الجرائم ضد الفلسطينيين كلما تكثفت جهود وقف إطلاق النار يثبت نية إسرائيل إطالة الحرب.[53]
- قطر: أدانت الخارجية القطرية بشدة قصف الاحتلال الإسرائيلي المدرسة بقطاع غزة، وطالبت بتحقيق دولي يشمل إرسال محققين أمميين لتقصي الحقائق في استهداف الاحتلال للمدارس.[54]
- السعودية: أدانت الخارجية السعودية هي الأخرى بأشد العبارات استهداف الاحتلال الإسرائيلي مدرسة التابعين، وطالبت بوقفِ المجازر الجماعية بالقطاع الذي يعيش كارثة إنسانية غير مسبوقة بسبب انتهاكات الاحتلال كما استنكرت ما وصفته بتقاعس المجتمع الدولي تجاه محاسبة إسرائيل جراء هذه الانتهاكات.[51]
- الجزائر: أدانت الجزائر بأقوى العبارات وَبشدة المجزرة البشعة التي ارتكبها الكيان الصهيوني ضد المدنيين.[55] كما طلبت الجزائر عقد اجتماع عاجل ومفتوح لمجلس الأمن الدولي يوم الثلاثاء لمناقشة الهجوم الإسرائيلي.[56]
- سوريا: أدانت الخارجية السورية المجزرة وقالت إن «هذه المجزرة المروعة تؤكد بأن إمعان الكيان الإسرائيلي في سفك دماء الأبرياء في فلسطين ولبنان وسورية سيزيد أبناء هذه المنطقة إصرارًا على مقاومته والرد على جرائمه، على الرغم من كل الدعم الغربي الذي يحظى به».[57]

### دوليًا
- الأمم المتحدة: قال متحدث باسم اليونيسيف لهيئة الإذاعة البريطانية (بي بي سي) إن الهجوم كان «فظيعًا حقًا»، وأضاف أن «كل هذه المدارس مكتظة حقًا بالمدنيين والأطفال والأمهات والأسر، الذين يلجؤون إلى أي مساحة فارغة سواء كانت مدرسة أو مسجدًا، أيًا كان، حتى في ساحات المستشفيات».[58] ودعا رئيس وكالة الأونروا فيليب لازاريني إلى وضع حد «للأهوال التي تتكشف تحت أنظارنا»[59] وأدان مكتب الأمم المتحدة لحقوق الإنسان «التكرار المتزايد للهجمات الإسرائيلية على المدارس التي تؤوي الفلسطينيين النازحين»، وأشار إلى أن “هذا كان على الأقل الهجوم الحادي والعشرين على مدرسة سجله مكتب المفوض السامي لحقوق الإنسان منذ 4 يوليو».[60]
- إيران: أدان المتحدث باسم وزارة الخارجية الإيرانية بأشد العبارات «هجوم النظام الإسرائيلي على مدرسة التابعين»، وقال إن «هذا الهجوم الوحشي هو دليل واضح على الإبادة الجماعية وجريمة الحرب والجريمة ضد الإنسانية» وأضاف «إن هذا الهجوم يثبت مرة أخرى أن النظام المتوحش لا يلتزم بأي قانون دولي وأن الطريقة الوحيدة لوقف هذا النظام هي الدعم العملي من جانب الدول الإسلامية والشعوب الحرة للشعب الفلسطيني المظلوم»، وقال علي شمخاني رئيس المجلس الأعلى للأمن القومي أن هدف الحكومة الإسرائيلية هو إحباط مفاوضات وقف إطلاق النار ومواصلة الحرب.[61]
- مجلس التعاون الخليجي: أدان الأمين العام للمجلس جاسم البديوي «بأشد العبارات» المجزرة وقال في بيان صحفي «إن الاعتداءات المتواصلة والعنيفة التي تشنها قوات الاحتلال الإسرائيلي على المدنيين الفلسطينيين في غزة وبقية الأراضي الفلسطينية واستهدافها بشكل مباشر مراكز الإيواء ومخيمات النازحين يعتبران جرائم حرب وأن النهج الإجرامي الخطر لقوات الاحتلال يشكل انتهاكا صارخا للقوانين والمعاهدات الدولية والإنسانية».[62]
- الاتحاد الأوروبي: قال الممثل الأعلى للشؤون الخارجية جوزيب بوريل إنه «مذعور من الصور التي خرجت من مدرسة التبين بعد الهجوم».[63]
- بلجيكا: أدانت وزيرة الخارجية حجة لحبيب بشدة الهجوم ووصفته بأنه «غير مقبول».[64]
- روسيا: أدانت وزارة الخارجية الروسية بلسان المتحدثة باسمها ماريا زاخاروفا في بيان الهجوم وأعربت عن «غضب وحزن موسكو العميق وتعازيها لأسر الضحايا وتمنت الشفاء العاجل للمصابين» وحثت إسرائيل على «وقف الهجمات على المناطق المدنية، مؤكدة أن مثل هذه الهجمات تضر بجهود وقف إطلاق النار وتبادل الأسرى».[65]
- المملكة المتحدة: قال ديفيد لامي وزير الخارجية وشؤون الكومنولث والتنمية إنه «منزعج من الضربة العسكرية الإسرائيلية على مدرسة التبين والخسارة المأساوية في الأرواح»، وأضاف أن «يجب على حماس أن تتوقف عن تعريض المدنيين للخطر، ويجب على إسرائيل أن تمتثل للقانون الإنساني الدولي، نحن بحاجة إلى وقف إطلاق نار فوري لحماية المدنيين، وتحرير جميع الرهائن، وإنهاء القيود المفروضة على المساعدات».[66]
- فرنسا: أدانت وزارة الخارجية الفرنسية الهجوم «بأقوى العبارات» وقالت إن «المباني المدرسية كانت هدفًا متكررًا لعدة أسابيع، مما أسفر عن سقوط عدد لا يطاق من الضحايا المدنيين، ويتعين على إسرائيل أن تحترم القانون الإنساني الدولي».[67]
- الولايات المتحدة: أعرب البيت الأبيض عن «قلقه بعد الهجمات»، وذكر المتحدث باسم مجلس الأمن القومي شون سافيت أن «عددًا كبيرًا جدًا من المدنيين ما زالوا يُقتلون ويُصابون» ودعا إلى وقف إطلاق النار والتوصل إلى اتفاق بشأن الرهائن.[68][69]